# Prémilhat
Prémilhat ist eine französische Gemeinde des Départements Allier mit 2513 Einwohnern (Stand: 1. Januar 2022) in der  Region Auvergne-Rhône-Alpes. Sie gehört zum Arrondissement Montluçon und zum Kanton Montluçon-4.

## Geographie
Prémilhat liegt etwa 73 Kilometer nordwestlich von Clermont-Ferrand.

### Nachbargemeinden
Umgeben ist Prémilhat von den Nachbargemeinden Domérat im Norden, Montluçon im Nordosten, Lavault-Sainte-Anne im Osten, Lignerolles im Südosten, Teillet-Argenty im Süden sowie Quinssaines im Westen. 

## Bevölkerungsentwicklung
| Jahr      | 1962 | 1968 | 1975 | 1982 | 1990 | 1999 | 2006 | 2012 | 2019 |
| Einwohner | 1009 | 1172 | 1741 | 2162 | 2051 | 1995 | 2149 | 2383 | 2507 |

## Gemeindepartnerschaften
Mit der irischen Gemeinde Templemore im County Tipperary besteht eine Partnerschaft.

## Sehenswürdigkeiten
- Kirche Saint-Pierre aus dem 19. Jahrhundert
- Schloss Le Mas aus dem 16. Jahrhundert, Anfang des 20. Jahrhunderts umgebaut

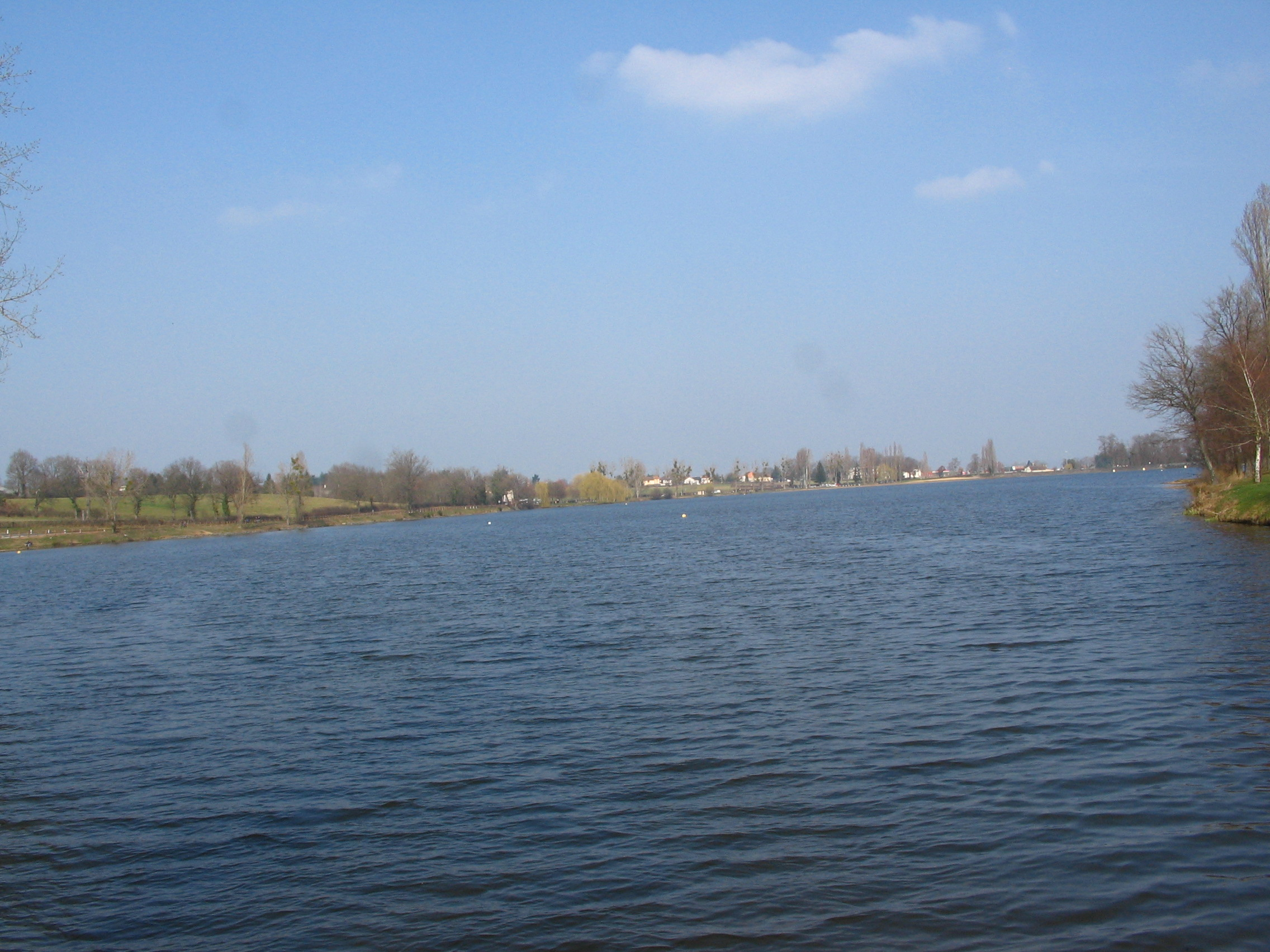
Der Étang de Sault

- Kapelle La Birse
- Étang de Sault

## Wirtschaft und Infrastruktur
Am nordwestlichen Rand der Gemeinde verläuft die Route nationale 145. 